# Alfred de Baillet Latour
Alfred graaf de Baillet Latour (Brussel 9 maart 1901 – Elsene 28 september 1980), was de laatste mannelijke vertegenwoordiger van de Belgische adellijke familie de Baillet Latour.

## Levensloop
Kleinzoon van Ferdinand de Baillet-Latour en neef van Henri de Baillet-Latour, was hij de zoon van Louis de Baillet Latour en van burggravin Antoinette de Spoelberch (Brussel 1880 - Leuven 1943). Dit maakte dat de familie de Baillet haar intrede deed in het aandeelhouderschap van de Brouwerijen Artois.
Alfred begon in 1936 zijn professionele carrière bij de Brouwerij Artois en werd er bestuurder. Hij werd ook voorzitter van de N.V. Artois International. Baillet Latour is een oom van burggraaf Philippe de Spoelberch, wiens familie aanzienlijke belangen heeft in de brouwerij, die geëvolueerd is, door fusies, tot Anheuser-Busch InBev.
Alfred de Baillet Latour richtte op 1 maart 1974 samen met de Brouwerij Artois de Artois-Baillet Latourstichting op, aan wie hij al zijn brouwerijaandelen schonk. De stichting werd in 1995 hernoemd tot Interbrew-Baillet Latourstichting en in 2005 tot Fonds InBev-Baillet Latour. Dit is het fonds dat tweejaarlijks of jaarlijks de InBev-Baillet Latour Gezondheidsprijs toekent met de wetenschappelijke medewerking van het Fonds voor Wetenschappelijk Onderzoek.
Alfred de Baillet trouwde in 1946 met Micheline Yu (1912-1973). Het huwelijk bleef kinderloos. In 1979 hertrouwde hij met de Nederlandse Nina van der Nat de Bruyn (°1923).